# Gran Premio de España de Motociclismo de 1971
El Gran Premio de España de Motociclismo de 1971 fue la decimosegunda prueba de la temporada 1971 del Campeonato Mundial de Motociclismo. El Gran Premio se disputó el 26 de septiembre de 1971 en el Circuito del Jarama.

## Resultados 500cc
En la categoría reina, Giacomo Agostini no apareció y Dave Simmonds tomó la delantera por un momento, pero fue Kurt-Ivan Carlsson Yamaha Motor Company el que le puso las cosas difíciles. Carlsson hizo la vuelta más rápida, pero tuvo que entrar en boxes y quedó relegado a la novena posición y dio la victoria a Simmonds. La pobreza de 500cc quedó representado por el tercer lugar, que se luchó entre tres pilotos de categoría media como Kaarlo Koivuniemi con un Seeley, Eric Offenstadt con un Kawasaki H 1 R y Benjamín Grau con Bultaco. Al final, Koivuniemi acabó segundo, Offenstadt tercero y Grau cuarto.
| Pos.    | Piloto             | Equipo        | Tiempo     | Pts. |
| ------- | ------------------ | ------------- | ---------- | ---- |
| 1       | Dave Simmonds      | Kawasaki      | 1h 14' 53" | 15   |
| 2       | Kaarlo Koivuniemi  | Seeley        | +1' 32" 7  | 12   |
| 3       | Eric Offenstadt    | SMAC-Kawasaki | +1' 35" 5  | 10   |
| 4       | Benjamín Grau      | Bultaco       | +1' 36" 2  | 8    |
| 5       | Keith Turner       | Suzuki        | +1' 46" 4  | 6    |
| 6       | Jack Findlay       | Suzuki        | +1 Vuelta  | 5    |
| 7       | Peter Jones        | Suzuki        | +1 Vuelta  | 4    |
| 8       | Juan Bordons       | Bultaco       | +1 Vuelta  | 3    |
| 9       | Kurt-Ivan Carlsson | Yamaha        | +2 Vueltas | 2    |
| 10      | Emanuele Maugliani | Seeley        | +3 Vueltas | 1    |
| 11      | Larbi Habbiche     | Yamaha        |            |      |
| Ret     | Bo Granath         | Husqvarna     | Ret        |      |
| Ret     | Hansruedi Brüngger | Bultaco       | Ret        |      |
| Ret     | Maurice Hawthorne  | Kawasaki      | Ret        |      |
| Fuente: |                    |               |            |      |

## Resultados 350cc
En la carrera de 350cc, nos e jugaba nada y se notaba. El flamante campeón de la categoría Giacomo Agostini no había aparecido, pero muchos otros pilotos también dejarond e ir. Phil Read lideró la carrera durante 17 vueltas, pero se retiró. Teuvo Länsivuori asumió el liderazgo y ganó la carrera con una pequeña ventaja sobre Ivan Carlsson (Yamaha) y Werner Pfirter (Yamaha). Jarno Saarinen quedó en segundo lugar y aunque todos pensaron que Paul Smart le robaría el tercer lugar a Theo Bult, lo hizo Kurt-Ivan Carlsson, quien pasó a los otros dos.
| Pos.    | Piloto             | Equipo    | Tiempo       | Pts. |
| ------- | ------------------ | --------- | ------------ | ---- |
| 1       | Teuvo Länsivuori   | Yamaha    | 1h 10' 23" 8 | 15   |
| 2       | Ivan Carlsson      | Yamaha    | +13" 5       | 12   |
| 3       | Werner Pfirter     | Yamaha    | +1' 09" 7    | 10   |
| 4       | Hannu Kuparinen    | Yamaha    | +1' 30" 1    | 8    |
| 5       | Bo Granath         | Yamaha    | +1 Vuelta    | 6    |
| 6       | Jack Findlay       | Yamaha    |              | 5    |
| 7       | Giuseppe Mandolini | Aermacchi | +2 Vueltas   | 4    |
| 8       | Emanuele Maugliani | Yamaha    | +3 Vueltas   | 3    |
| 9       | Larbi Habbiche     | Yamaha    |              | 2    |
| Ret     | Phil Read          | Yamaha    | Ret          |      |
| Ret     | Paul Smart         | Yamaha    | Ret          |      |
| Ret     | Jarno Saarinen     | Yamaha    | Ret          |      |
| Fuente: |                    |           |              |      |

## Resultados 250cc
En el cuarto de litro, la victoria fue para Jarno Saarinen con Yamaha y el título mundial para Phil Read que se clasificó segundo. Este no forzó en ningún momento para no romper ya que la segunda posición le bastaba para adjudicarse el título. Juan Bordons primer español, fue octavo clasificándose once pilotos de los veintitrés que tomaron la salida.
| Pos.    | Piloto            | Equipo    | Tiempo       | Pts. |
| ------- | ----------------- | --------- | ------------ | ---- |
| 1       | Jarno Saarinen    | Yamaha    | 1h 03' 28" 1 | 15   |
| 2       | Phil Read         | Yamaha    | +3" 2        | 12   |
| 3       | Chas Mortimer     | Yamaha    | +8" 6        | 10   |
| 4       | Werner Pfirter    | Yamaha    | +32" 4       | 8    |
| 5       | Renzo Pasolini    | Aermacchi | +39" 1       | 6    |
| 6       | John Dodds        | Yamaha    | +1 giro      | 5    |
| 7       | Leo Commu         | Yamaha    | +2 giri      | 4    |
| 8       | Juan Bordons      | Bultaco   |              | 3    |
| 9       | Fernando González | Bultaco   |              | 2    |
| 10      | Ramón Galí        | Bultaco   |              | 1    |
| 11      | C. Pradera        | Bultaco   |              |      |
| Fuente: |                   |           |              |      |

## Resultados 125cc
En el octavo de litro, el español Ángel Nieto se proclamó por tercera vez en su historia, campeón del mundo. A pesar de haber tenido un accidente en 50cc, Nieto consiguió la victoria ante sus compatriotas con un minuto de ventaja. Barry Sheene tomó el mando taloneado por Dieter Braun, Nieto y Börje Jansson. Durante siete vueltas, fue Braun quien mandó en el grupo aunque luego quedaría rezagado hasta verse obligado al abandono. A mitad de carrera, Jansson se situó primero y fue destacándose del dúo Sheene-Nieto que rodaban pegados. En la vuelta veinticuatro, Jansson tuvo avería en su «Maleo» y Nieto tomó el mando que antes sólo había ocupado en dos ocasiones de forma muy esporádica. El ataque de Nieto que se veía forzado a ganar, coincidió con el descenso de Sheene cuya Suzuki daba signos de fatiga y, por si fuera poco, sufrió una caída el inglés en la penúltima vuelta que incluso le hizo perder el segundo puesto en favor de Mortimer.
| Pos.    | Piloto            | Moto      | Tiempo    | Pts. |
| ------- | ----------------- | --------- | --------- | ---- |
| 1       | Ángel Nieto       | Derbi     | 56' 23" 8 | 15   |
| 2       | Chas Mortimer     | Yamaha    | +1' 00" 5 | 12   |
| 3       | Barry Sheene      | Suzuki    | +1' 07" 6 | 10   |
| 4       | Dave Simmonds     | Kawasaki  | +1' 17" 5 | 8    |
| 5       | Kent Andersson    | Yamaha    | +1' 25" 5 | 6    |
| 6       | Otello Buscherini | Derbi     | +1' 30" 3 | 5    |
| 7       | Gert Bender       | Maico     | +1 giro   | 4    |
| 8       | Benjamín Grau     | Bultaco   |           | 3    |
| 9       | Aldo Pero         | Aermacchi |           | 2    |
| 10      | Ramón Galí        | Bultaco   |           | 1    |
| 11      | Fernando González | Bultaco   |           | 1    |
| Ret     | Dieter Braun      | Maico     | Ret       |      |
| Ret     | Börje Jansson     | Maico     | Ret       |      |
| Fuente: |                   |           |           |      |

## Resultados 50cc
En 50cc., Jan de Vries se convirtió en el flamante campeón del mundo de la cilindrada gracias a la caída del aspirante al título Ángel Nieto en la primera vuelta en una caída estúpida. Herman Meijer tuvo el mejor comienzo con su Jamathi pero de Vries y Nieto lo persiguieron. Después de la caída de Nieto, el holandés tomó el mando y ganó con tuvo una ventaja considerable sobre su compañero de equipo Jarno Saarinen, por lo que había poca tensión en el juego. Herman Meijer pudo mantener su tercer lugar hasta el final. Por lo tanto, De Vries fue campeón del mundo, Nieto segundo y Jos Schurgers, que había abandonado en Jarama, finalmente se convirtió en tercero.
| Pos.    | Piloto                  | Moto     | Tiempo    | Pts. |
| ------- | ----------------------- | -------- | --------- | ---- |
| 1       | Jan de Vries            | Kreidler | 36' 47" 2 | 15   |
| 2       | Jarno Saarinen          | Kreidler | +50"      | 12   |
| 3       | Herman Meijer           | Jamathi  | +1' 31" 6 | 10   |
| 4       | Rudolf Kunz             | Kreidler | +1' 36" 4 | 8    |
| 5       | Jan Bruins              | Kreidler | +1' 57" 2 | 6    |
| 6       | Leo Commu               | Jamathi  | +1 Vuelta | 5    |
| 7       | Luigi Rinaudo           | Tomos    |           | 4    |
| Ret     | Barry Sheene            | Kreidler | Ret       |      |
| Ret     | Ángel Nieto             | Derbi    | Ret       |      |
| Ret     | Juan Parés              | Derbi    | Ret       |      |
| Ret     | Jaime Alguersuari       | Derbi    | Ret       |      |
| Ret     | Federico van der Hoeven | Derbi    | Ret       |      |
| Ret     | Jos Schurgers           | Kreidler | Ret       |      |
| Ret     | Fernando González       | Derbi    | Ret       |      |
| Fuente: |                         |          |           |      |